# Marvin Zwickl
Marvin Zwickl (* 22. Februar 2004) ist ein österreichischer Fußballspieler.

## Karriere

### Verein
Zwickl begann seine Karriere beim Wiener Sportklub. Zur Saison 2014/15 wechselte er in die Jugend des SK Rapid Wien, bei dem er ab der Saison 2018/19 auch in der Akademie spielte.
Im November 2020 debütierte er für die zweite Mannschaft der Rapidler in der 2. Liga, als er am elften Spieltag der Saison 2020/21 gegen den FC Wacker Innsbruck in der Startelf stand. Insgesamt kam er für Rapid II zu 17 Zweitligaeinsätzen. Nach dem Abstieg aus der 2. Liga verließ er Rapid nach der Saison 2022/23. Nach einem halben Jahr ohne Verein wechselte er im Februar 2024 zum Regionalligisten ASV Draßburg.

### Nationalmannschaft
Zwickl kam im Oktober 2020 gegen Slowenien erstmals für die österreichische U-17-Mannschaft zum Einsatz. Im September 2021 debütierte er gegen Tschechien für die U-18-Mannschaft.
Im September 2022 debütierte er gegen Litauen für die U-19-Auswahl.